# ماردی گرا

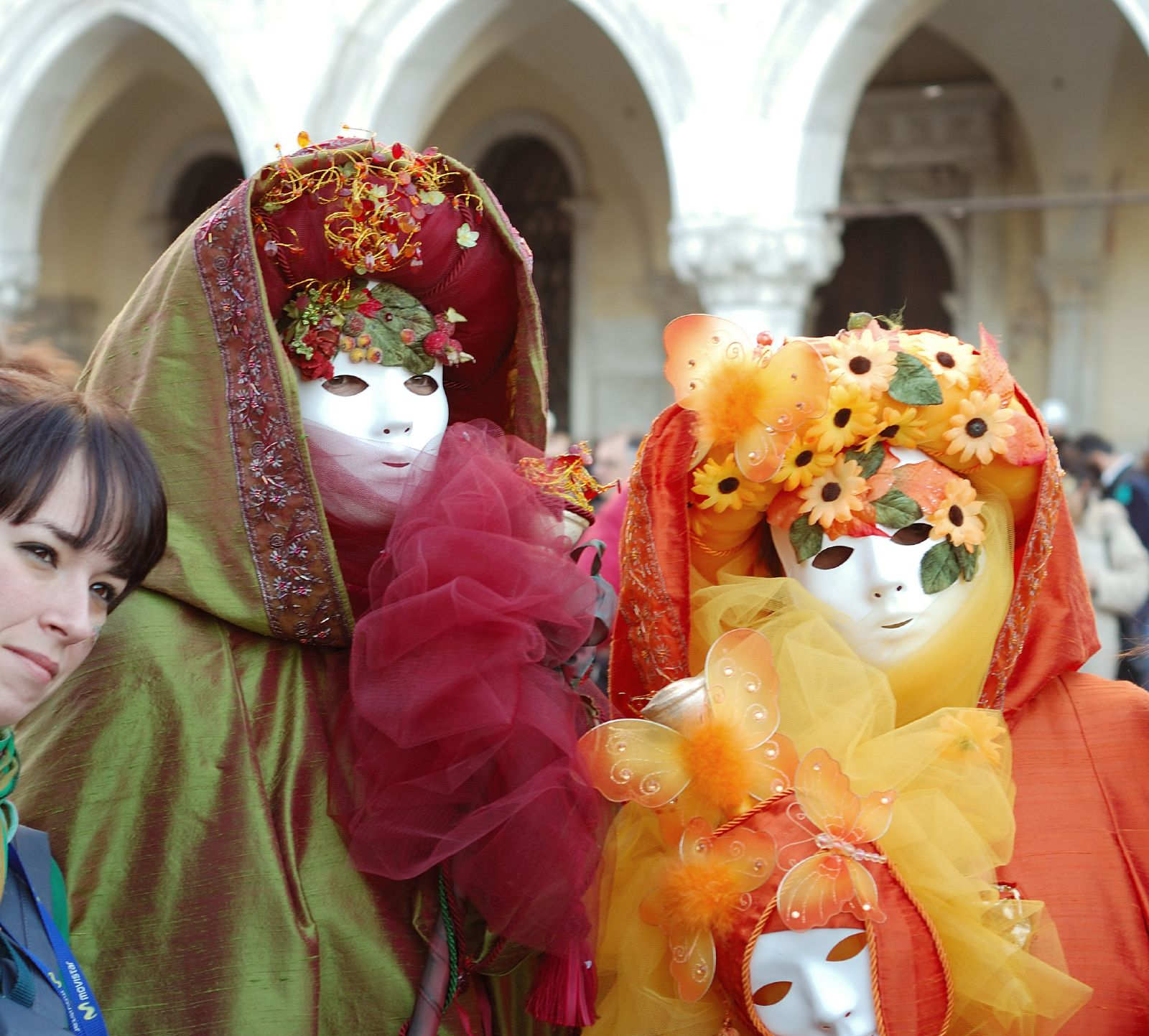
کارناوال ونیز

ماردی گرا یا سه‌شنبهٔ چاق عنوان دوره‌ای از جشن‌های سنتی سالیانه است که در بسیاری کشورهای دنیا انجام می‌شود. زمان اجرای آن بسته به محل آن متفاوت است اما همگی آنها پیش از سه‌شنبه اعتراف، آغاز فصل چهل روزه‌ای انجام می‌شوند که به عید پاک، روز رستاخیز مسیح می‌انجامد. در این جشن‌ها که گاهی یک هفته به طول می‌انجامند، گروه‌هایی به صورت کارناوال‌های خیابانی به اجرای مراسم می‌پردازند. این جشنها در اصل فرصتی بودند تا مسیحیان پیش از آغاز فصل روزه و پرهیز، بتوانند به شادی و پایکوبی و خوشگذرانی بپردازند.
ماردی گرا (Mardi Gras) یک جشن سنتی و فرهنگی است که ریشه در آداب و رسوم مسیحیت دارد. عبارت *"Mardi Gras" در زبان فرانسوی به معنای "سه‌شنبهٔ چاق" است. این جشن روز قبل از چهارشنبهٔ خاکستر برگزار می‌شود که آغازگر فصل روزه‌داری یا لِنت در تقویم مسیحی است.

## تاریخچهٔ ماردی گرا
ماردی گرا ریشه در فرهنگ‌های باستانی روم و مسیحیت دارد:
1. ریشه‌های باستانی: در روم باستان، جشن‌هایی مانند لوپرکالیا و ساتورنالیا وجود داشت که مردم به رقص و پایکوبی می‌پرداختند.
2. ورود به مسیحیت: با ورود مسیحیت به اروپا، این جشن‌ها با آیین‌های مذهبی ترکیب شدند.
3. گسترش در فرانسه: در قرون وسطی، جشن ماردی گرا در فرانسه رایج شد. مردم در این روز غذاهای چرب و خوشمزه می‌خوردند، چون قرار بود از روز بعد وارد روزه‌داری شوند.
4. انتقال به آمریکا: در قرن هفدهم، مهاجران فرانسوی این جشن را به نیواورلئان در لوییزیانا آوردند. از آن زمان، نیواورلئان به مرکز ماردی گرا در ایالات متحده تبدیل شد.

## آیین‌ها و رسوم
- رژه‌ها و کارناوال‌ها: خیابان‌ها پر از رژه‌ها، موسیقی و گروه‌های رقص می‌شوند.
- لباس‌های رنگارنگ و ماسک‌ها: شرکت‌کنندگان لباس‌های پر زرق و برق و ماسک‌های فانتزی می‌پوشند.
- گردنبندهای رنگی: شرکت‌کنندگان گردنبندهایی به رنگ‌های بنفش، سبز و طلایی به یکدیگر هدیه می‌دهند.
- کیک شاهی (King Cake): کیک شیرینی به شکل حلقه که داخل آن یک عروسک کوچک قرار دارد. کسی که عروسک را پیدا کند، ملزم به خرید کیک برای جشن بعدی است.

ماردی گرا در نیواورلئان، علاوه بر آیین‌ها و جشن‌های مرسوم، به دلیل برخی رفتارهای جنجالی نیز شناخته شده است. از اواخر قرن نوزدهم، گزارش‌هایی از زنان گردشگر که در جریان جشن‌ها سینه‌های خود را در انظار عمومی نمایان می‌کنند، منتشر شده است. در سال ۱۸۸۹، روزنامه تایمز-دموکرات از میزان بی‌حجابی زنان در خیابان‌ها انتقاد کرد و این رفتار را مغایر با استانداردهای عفت مسیحی دانست. با این حال، این عمل عمدتاً به گردشگران حاضر در خیابان بوربون محدود می‌شود، در حالی که مردم محلی معمولاً از مناطق پرازدحام در محله فرانسوی در روز ماردی گرا دوری می‌کنند.
در دهه‌های پایانی قرن بیستم، تولید ویدیوهای تجاری که به نمایش این رفتارها می‌پرداختند، به ترویج بیشتر این سنت غیرمعمول کمک کرد. این فیلم‌ها که مورد توجه تماشاچیان کنجکاو قرار گرفتند، سبب گسترش پدیده‌ای شدند که در آن زنان در ازای دریافت گردنبندها و تزئینات کوچک، بدن خود را به نمایش می‌گذارند. در پژوهشی که در سال ۱۹۹۱ انجام شد، محققان اجتماعی حدود ۱۲۰۰ مورد از این رفتارهای نمایشی را در ازای گرفتن گردنبند یا دیگر هدایای کوچک ثبت کردند.

## ماردی گرا در نقاط مختلف جهان
علاوه بر نیواورلئان، ماردی گرا در بسیاری از کشورها با نام‌ها و سنت‌های مختلف برگزار می‌شود:
- برزیل: به نام کارناوال معروف است و یکی از بزرگ‌ترین جشن‌های جهان است.
- فرانسه: به ویژه در شهر نیس جشن گرفته می‌شود.
- ایتالیا (ونیز): به صورت کارناوال ونیز با ماسک‌های معروف.

## تاریخ برگزاری
ماردی گرا معمولاً بین ۳ فوریه تا ۹ مارس قرار می‌گیرد، زیرا وابسته به تاریخ عید پاک است.